# フアン・デ・メサ

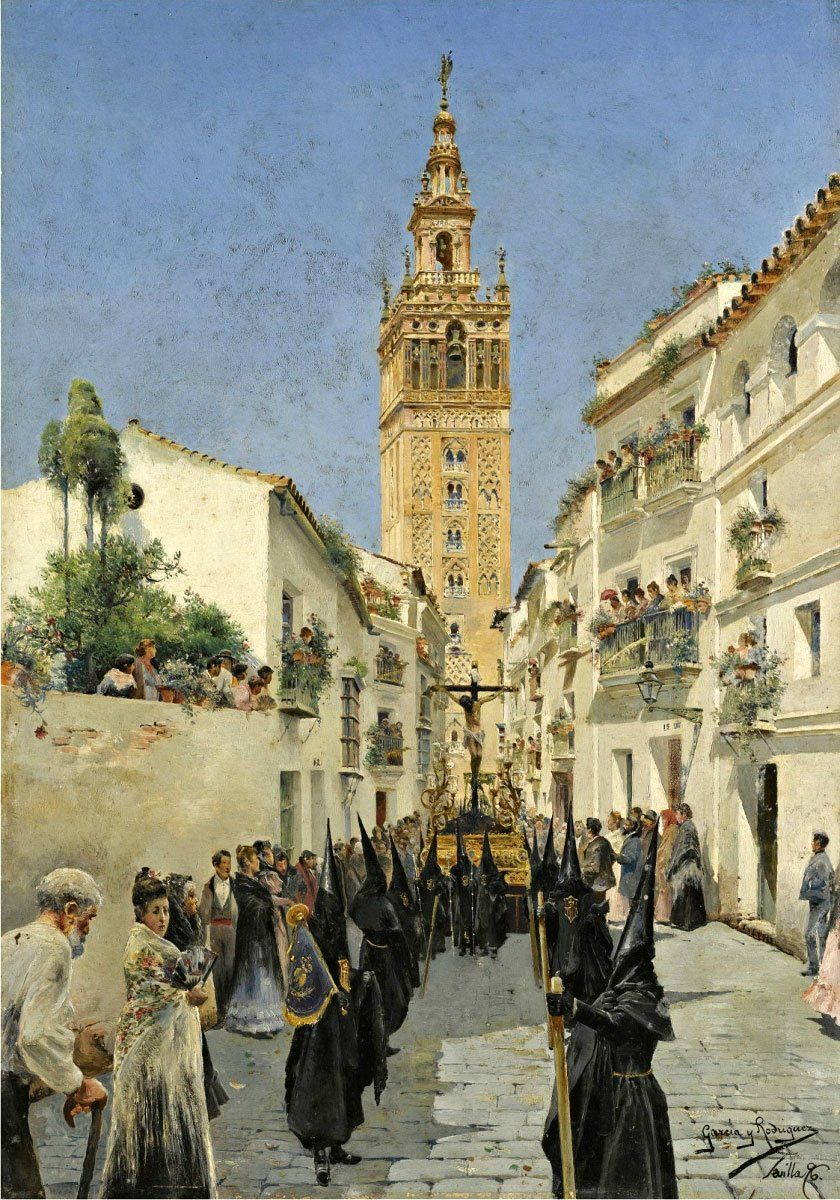
セビリアのセマナ・サンタの聖体行列

フアン・デ・メサ・イ・ベラスコ（Juan de Mesa y Velasco、 1583年6月26日(洗礼日) - 1627年11月26日）はスペインの彫刻家である。セビリアの多くの教会のキリスト像を制作したとされている。フアン・デ・メサの制作したキリスト像などは、セビリアのセマナ・サンタ（semana santa:聖週間）の行事、聖体行列（プロセシオン）で信者によって運ばれている。

## 略歴
コルドバで生まれた。コルドバで修行した後、1606年にセビリアに移り、有名であった彫刻家のフアン・マルティネス・モンタニェース(1568-1649)の工房に入り、4年間、弟子を務めた。そのため長くデ・メサの作品の多くがマルティネス・モンタニェースの作品とされてきた。
1613年に結婚し、1615年に自らの工房を開いたとされる。フアン・マルティネス・モンタニェースのスタイルを引き継いで、より写実的な聖人像を制作したとされる。おそらく結核に罹患し作品が作られない期間があった後、1627年に44歳でセビリアで没した。
デ・メサの作品には、セルビア、サルバドール教会Iglesia del Salvadorの「Cristo del Amor」やHermandad de Jesús del Gran Poderの「Jesús del Gran poder」などがある。

## 作品

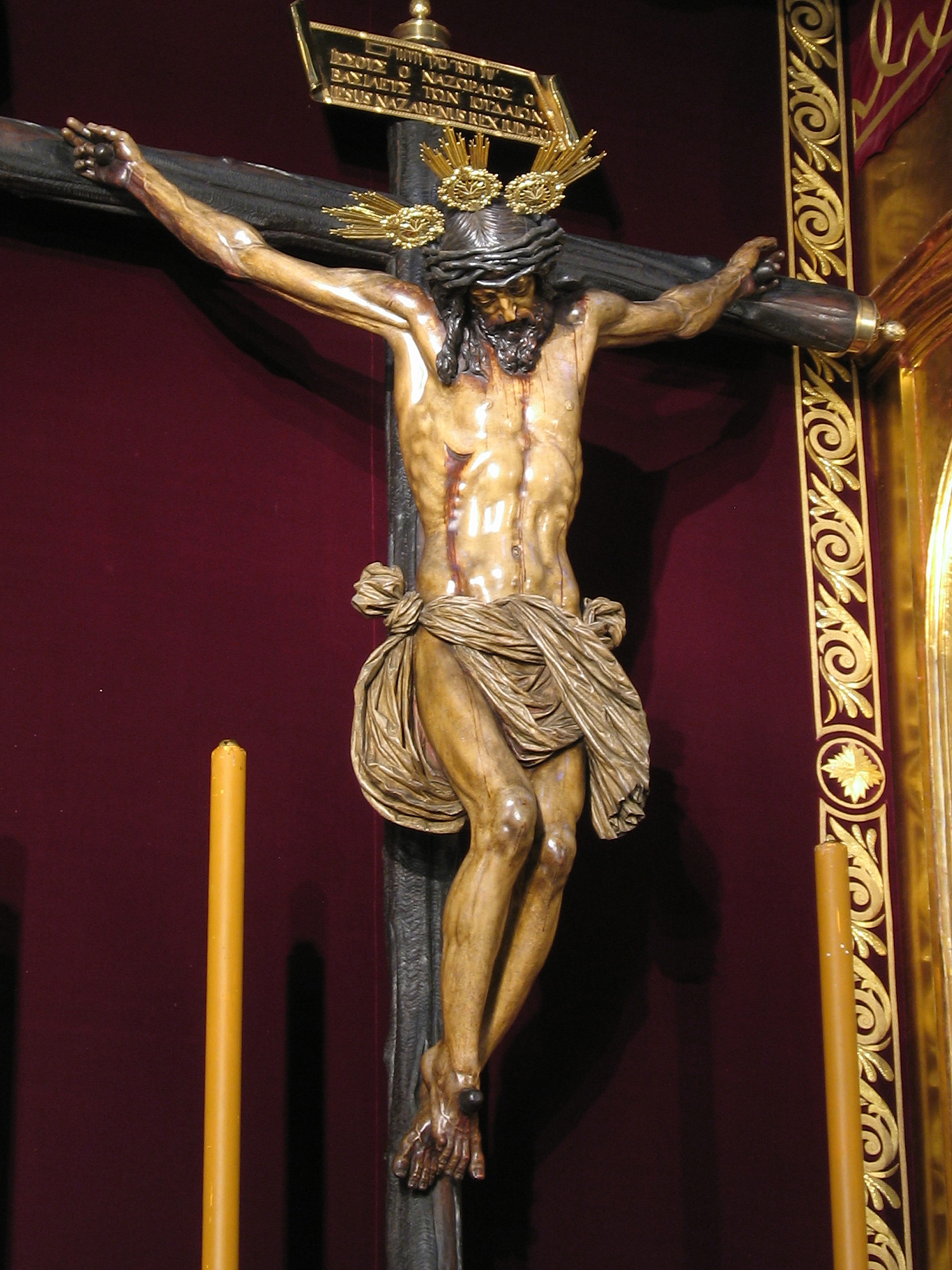
Cristo del Amor
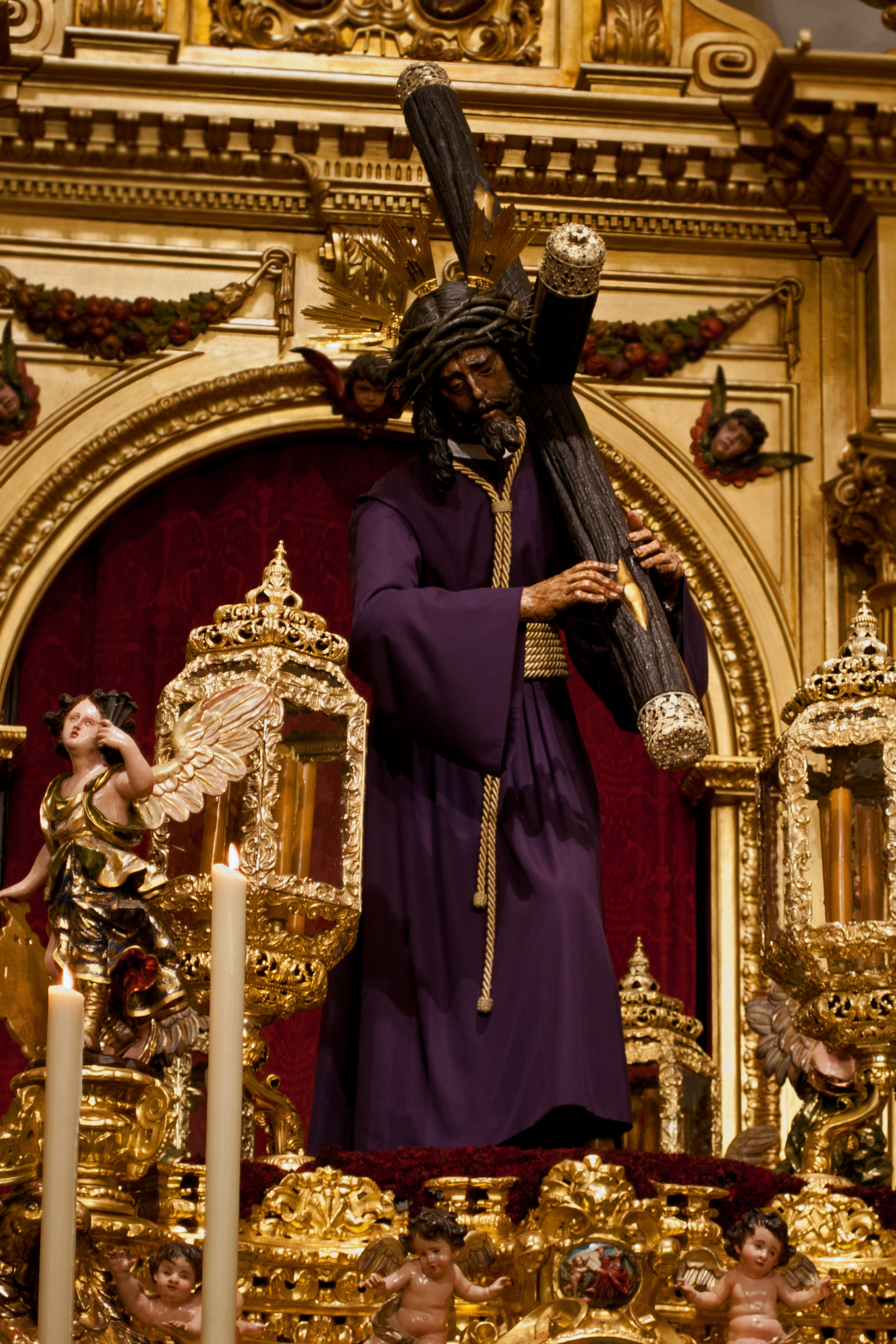
Jesús del Gran poder